# تاريخ الرومانية الكاثوليكية في أمريكا الهيسبانية

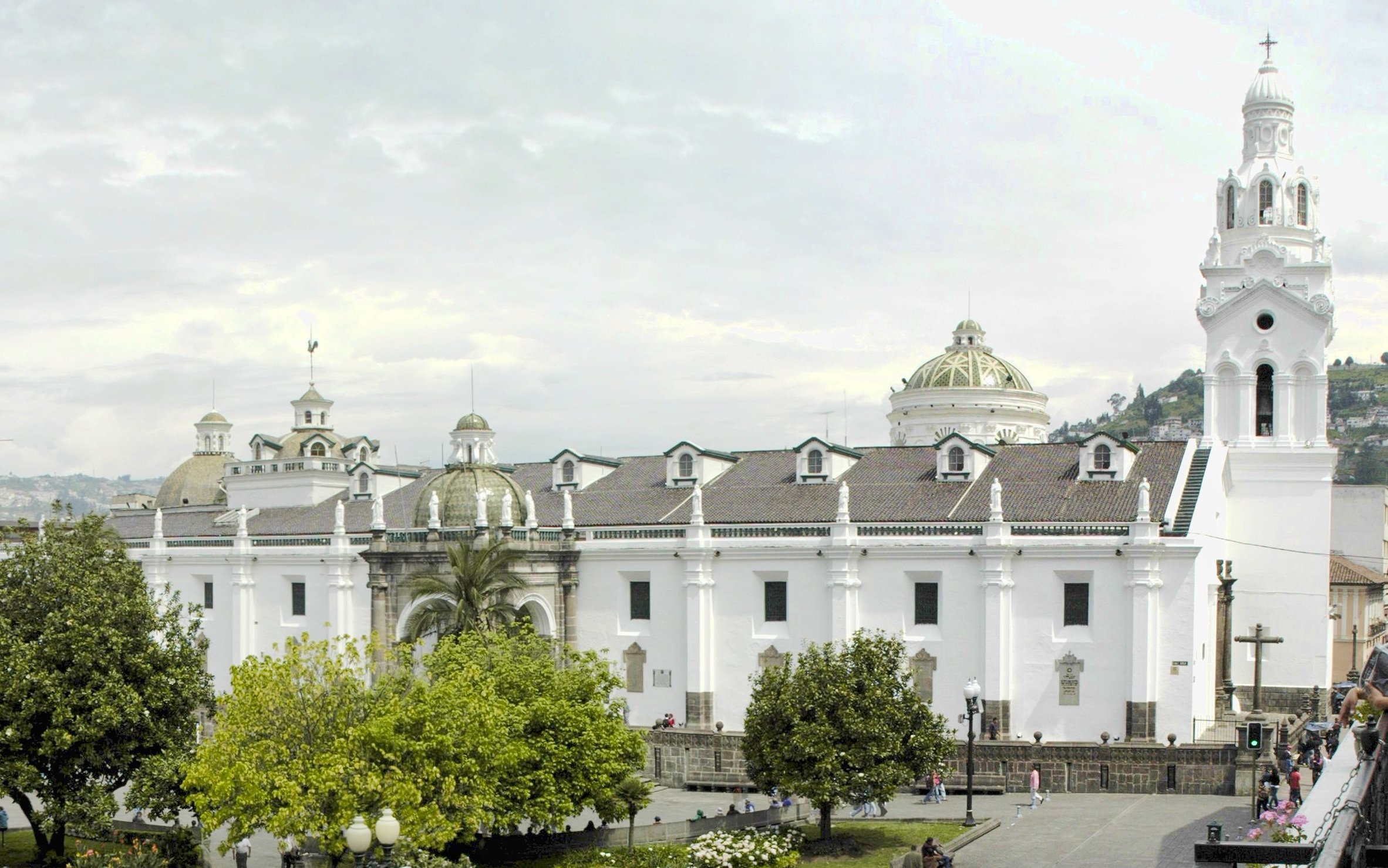
كاتدرائية كيتو: من أقدم الكنائس في دول أمريكا الناطقة باللغة الإسبانية.

تزامن تبشير أمريكا الجنوبيّة مع اكتشاف هذه المناطق في القرن الخامس عشر. فقد وصل إليها المرسلون والمبشرّون غداة اكتشافها. وكانت الجمعيات الرهبانية مثل الدومنيكان والفرنسيسكان واليسوعيون وغيرهم أول وصل للهذه القارة لهذا العمل. أوفد اليسوعيين بعثات كثيرة حول العالم لنشر الإنجيل، لاسيّما في المستعمرات البرتغالية والإسبانية والفرنسية في العالم الجديد، وعمدوا أيضًا إلى تأسيس مستوطنات بشرية تحولت إلى مدن كبرى لاحقًا مثل ريو دي جينيرو وساو باولو.
تصرفت الجيوش الإسبانية والبرتغاليّة بوحشية ولقد برز بين هؤلاء المرسلين الذين دافعوا عن حقوق وحرية بارتولومي دي لاس كاساس والذي كان لفترة من الوقت أسقفا على تشياباس في المكسيك، وهو معروف إلى الأجيال القادمة بلقب رسول الهنود، إذ كانت له مساعي لرفع الظلم الذي وقع عليهم بعد الغزو الإسباني.
ومع كثافة عملية تحويل السكان الأصليين في أمريكا الجنوبية للمسيحية، وقد تعزز الوجود الكاثوليكي بفضل الهجرة الكبيرة من الدول الأوروبية إلى القارة خصوصًا إلى دول المخروط الجنوبي. اليوم الغالبية العظمى من سكان قارة أمريكا الجنوبية مسيحيون.
في بداية القرن العشرين ارتبطت الكنيسة الكاثوليكية ارتباطًا وثيقًا بالقيادات العسكرية والأثرياء من كبار ملاك الأراضي الذين تحكموا في كثير من حكومات أمريكا اللاتينية. ولكن مع ذلك ومنذ نهاية الستينيات من القرن العشرين ازداد نشاط الكنيسة في النضال من أجل حقوق الإنسان والعدالة الاجتماعية. وقد قام كثير من قيادات الكنيسة أبرزهم أوسكار روميرو رئيس أساقفة السلفادور بنقد حكومات أمريكا اللاتينية بشدة لفشلها في توفير الخدمات المناسبة للفقراء. في الأرجنتين عارض قادة الكنيسة وبأشكال مختلفة سياسات خوان بيرون والتكتيكات العنيفة من الحرب القذرة، أمّا في البرازيل وعلى الرغم من دعم كبار رجال الدين الجيش والحكومة الديكتاتورية، تمكن الجناح التقدمي لجعل الكنيسة عمليًا أحد أبرز الواجهات الشرعية للمقاومة والدفاع عن حقوق الإنسان الأساسية أثناء فترة الحكم العسكري، ولقد قام الرئيس السابق لويس إيناسيو لولا دا سيلفا في العديد من برامج الأصلاح الأجتماعي لحل مشكلة الفقر، من خلال وقف عمليات تصنيع الأسلحة، وذلك تأثرًا من عقيدة وحركة لاهوت التحرير. وفي التشيلي خلال نظام أوغستو بينوشيه وأسرته، وإن كان بعض الأساقفة الكاثوليك والكهنة قد دعم النظام، الاّ أن البعض الآخر تحت قيادة رئيس أساقفة سانتياغو الكاردينال راؤول سيلفا إنريكيز ناضلوا ضد النظام.
تحتضن الهسبانية ثالث أكبر الدول المسيحية في العالم، المكسيك وهي أيضًا ثاني أكبر دولة كاثوليكية في العالم. يُذكر أنّ مدينة مكسيكو تُعد أكبر التجمعات الحضرية الكاثوليكية في العالم. تعتبر القديسة روزا من ليما والسيدة غوادالوبي وفقًا للتقاليد المسيحية رعاة القارة اللاتينية. يُعتبر الحبر الأعظم البابا فرنسيس، أول بابا من العالم الجديد وأمريكا الجنوبية والأرجنتين.